# 제리 샌즈
제럴드 로버트 제리 샌즈(Gerald Robert "Jerry" Sands, 1987년 9월 28일 ~ )는 미국의 야구 선수이자, 전 센트럴 리그 한신 타이거스의 외야수, 내야수, 현 센트럴 리그 한신 타이거스의 국제 스카우트이다.

## 선수 시절

### 미국 프로야구 시절
2011년에 LA 다저스에 입단하였다.

### 넥센 히어로즈&키움 히어로즈시절
2018년 8월 7일에 성적 부진으로 방출된 마이클 초이스를 대체할 외국인 타자로 영입되었다. 9월 중순까지는 뚜렷한 활약이 없었으나 9월 말부터 멀티 홈런을 치는 등 타격감을 드러내며 25경기에서 12홈런, 3할 초반대 타율을 기록했다. 와일드 카드, 플레이오프에서도 홈런을 쳐 내며 팀의 승리에 큰 보탬이 됐다. 2019 시즌에는 28홈런(만루 홈런 3개) 113타점, 3할 타율을 기록하며 외야수 글러브를 차지했지만 팀과 연봉 협상을 하지 않고 한신 타이거스로 이적했다.

### 일본 프로야구 시절
2020년에 한신 타이거스에 입단하였다. 2021년에 한신 타이거스에서 방출됐다.

## 야구선수 은퇴 후
2023년부터 한신 타이거스의 국제 스카우트로 활동한다.